# سیارک ۳۱۰۲۰
سیارک ۳۱۰۲۰ (به انگلیسی: 31020 Skarupa، نامگذاری:1996FP1) سی و یک هزار و بیستمین سیارک کشف شده‌است که در ۱۷ مارس ۱۹۹۶ کشف شد.